# Segunda División B de España 1987-88
La temporada 1987–88 de la Segunda División B de España de fútbol corresponde a la 11.ª edición del campeonato y se disputó entre el 29 de agosto de 1987 y el 22 de mayo de 1988.
Esta temporada fue la primera que incluyó ochenta equipos repartidos en cuatro grupos, reunidos por criterios geográficos. 

## Sistema de competición
Participaron ochenta clubes de toda la geografía española. Encuadrados en cuatro grupos, se enfrentaron todos contra todos en dos ocasiones -una en campo propio y otra en campo contrario- durante un total de 38 jornadas. El orden de los encuentros se decidía por sorteo antes de empezar la competición. La Real Federación Española de Fútbol era la responsable de designar a los árbitros de cada encuentro.
El ganador de un partido obtenía dos puntos, el perdedor no sumaba puntos, y en caso de un empate había un punto para cada equipo. Al término del campeonato, el equipo que acumulaba más puntos se proclamaba campeón y ascendía a Segunda División.
Los cuatro últimos equipos clasificados de cada grupo, y el peor decimosexto descendían a Tercera División.

## Nota
Hoy en día hay clubes que su nombre han derivado a idiomas como catalán-valenciano-balear, euskera o gallego; pero para reflejar la realidad de la época, los nombres de los equipos aparecen tal y como se inscribieron para competir en esta temporada.

## Equipos de la temporada 1987/88
| Datos de ascensos y descensos |
| --- |
| Granada CF, UE Lleida, Real Burgos CF y CD Tenerife ascienden a Segunda División A. Mallorca Atlético desciende a Tercera División. RSD Alcalá, FC Andorra, CD Arenteiro, CD Arnedo, Arosa SC, Real Ávila CF, Real Avilés Industrial, CD Atlético Baleares, CD Badajoz, CD Badia Cala Millor, FC Barcelona Aficionados, CD Basconia, Benidorm CD, Bergantiños FC, Betis Deportivo, CP Cacereño, Caudal Deportivo, CD Cieza, UB Conquense, CD Constancia, SD Cultural Durango, Cultural Leonesa, Daimiel CF, CD Eldense, CD Endesa Andorra, CD Endesa As Pontes, UD Fraga, Getafe CF, Gimnàstic de Tarragona, Gimnástica de Torrelavega, Girona FC, CD Hospitalet, CD Júpiter, CD Lalín, UP Langreo, CD Laredo, Las Palmas Atlético, CD Leganés, SD Lemona, Levante UD, Linares CF, CF Lorca Deportiva, Club Atlético Marbella, CD Maspalomas, UD Melilla, CD Mestalla, CD Mirandés, CFJ Mollerussa, CD Olímpic de Xàtiva, Osasuna Promesas, AD Parla, UP Plasencia, SD Ponferradina, SD Rayo Cantabria, CD Ronda, Atlético Sanluqueño CF, UD San Sebastián de los Reyes, Sevilla Atlético, CF Sporting Mahonés, Terrassa FC, UD Telde, CD Teruel y Villarreal CF ascienden a Segunda División B. |

### Grupo I
En este grupo se encuentran los equipos de: Galicia (8), Asturias (3), Cantabria (3), la mayor parte del País Vasco (4) y parte de Castilla y León (2).
| - CD Arenteiro - Arosa SC - Bergantiños FC - CD Endesa As Pontes - CD Lalín - CD Lugo - CD Orense - Pontevedra CF - Real Avilés Industrial - Caudal Deportivo |  | - UP Langreo - Gimnástica de Torrelavega - CD Laredo - SD Rayo Cantabria - CD Basconia - SD Cultural Durango - SD Eibar - SD Lemona - Cultural Leonesa - SD Ponferradina |

### Grupo II
En este grupo se encuentran los equipos de: Una parte del País Vasco (1), Cataluña (7), parte de Castilla y León (1), Islas Baleares (5), Navarra (1), La Rioja (1), la mayor parte de Aragón (3) y del Principado de Andorra (1).
| - San Sebastián CF - FC Barcelona Aficionados - Gimnàstic de Tarragona - Girona FC - CD Hospitalet - CD Júpiter - CFJ Mollerussa - Terrassa FC - CD Mirandés - CD Atlético Baleares |  | - CD Badia Cala Millor - CD Constancia - UD Poblense - CF Sporting Mahonés - Osasuna Promesas - CD Arnedo - Deportivo Aragón - CD Endesa Andorra - UD Fraga - FC Andorra |

### Grupo III
En este grupo se encuentran los equipos de: Comunidad de Madrid (6), parte de Castilla y León (2), parte de Andalucía (5), Canarias (3), Extremadura (3), y parte de Castilla-La Mancha (1).
| - RSD Alcalá - Atlético Madrileño - Getafe CF - CD Leganés - AD Parla - UD San Sebastián de los Reyes - Real Ávila CF - UD Salamanca - Betis Deportivo - Córdoba CF |  | - Linares CF - Atlético Sanluqueño CF - Sevilla Atlético - Las Palmas Atlético - CD Maspalomas - UD Telde - CD Badajoz - CP Cacereño - UP Plasencia - Daimiel CF |

### Grupo IV
En este grupo se encuentran los equipos de: Comunidad Valenciana (9), parte de Andalucía (4), Región de Murcia (2), parte de Aragón (1), parte de Castilla-La Mancha (2), y las ciudades autónomas de Ceuta (1) y Melilla (1).
| - CD Alcoyano - UD Alzira - Benidorm CD - CD Eldense - CF Gandía - Levante UD - CD Mestalla - CD Olímpic de Xàtiva - Villarreal CF - RB Linense |  | - Club Atlético Marbella - Polideportivo Almería - CD Ronda - CD Cieza - CF Lorca Deportiva - CD Teruel - Albacete Balompié - UB Conquense - AD Ceuta - UD Melilla |

## Resultados y clasificaciones

### Grupo I

#### Clasificación
| Pos. | Equipo                              | Pts. | PJ | G  | E  | P  | GF | GC | Dif. | Clasificación               |
| ---- | ----------------------------------- | ---- | -- | -- | -- | -- | -- | -- | ---- | --------------------------- |
| 1    | S. D. Eibar (C, A)                  | 59   | 38 | 26 | 7  | 5  | 68 | 21 | +47  | Ascenso a Segunda División  |
| 2    | Real Avilés Industrial              | 53   | 38 | 22 | 9  | 7  | 60 | 28 | +32  |                             |
| 3    | C. D. Orense                        | 48   | 38 | 17 | 14 | 7  | 42 | 25 | +17  |                             |
| 4    | S. D. Ponferradina                  | 45   | 38 | 19 | 7  | 12 | 64 | 44 | +20  |                             |
| 5    | Pontevedra C. F.                    | 43   | 38 | 16 | 11 | 11 | 52 | 34 | +18  |                             |
| 6    | C. D. Basconia                      | 42   | 38 | 15 | 12 | 11 | 44 | 34 | +10  |                             |
| 7    | S. D. Lemona                        | 41   | 38 | 14 | 13 | 11 | 33 | 31 | +2   |                             |
| 8    | S. D. Cultural Durango              | 40   | 38 | 17 | 6  | 15 | 33 | 37 | −4   |                             |
| 9    | C. D. Lugo                          | 40   | 38 | 14 | 12 | 12 | 36 | 38 | −2   |                             |
| 10   | C. D. Endesa As Pontes              | 39   | 38 | 17 | 5  | 16 | 40 | 42 | −2   |                             |
| 11   | Bergantiños F. C.                   | 37   | 38 | 14 | 9  | 15 | 39 | 41 | −2   |                             |
| 12   | C. D. Lalín                         | 37   | 38 | 12 | 13 | 13 | 39 | 43 | −4   |                             |
| 13   | U. P. Langreo                       | 36   | 38 | 14 | 8  | 16 | 47 | 43 | +4   |                             |
| 14   | Cultural Leonesa                    | 35   | 38 | 14 | 7  | 17 | 42 | 53 | −11  |                             |
| 15   | Arosa S. C.                         | 34   | 38 | 11 | 12 | 15 | 38 | 48 | −10  |                             |
| 16   | C. D. Arenteiro                     | 32   | 38 | 11 | 10 | 17 | 40 | 48 | −8   |                             |
| 17   | C. D. Laredo (D)                    | 29   | 38 | 9  | 11 | 18 | 41 | 58 | −17  | Descenso a Tercera División |
| 18   | Caudal Deportivo (D)                | 28   | 38 | 9  | 10 | 19 | 35 | 51 | −16  | Descenso a Tercera División |
| 19   | S. D. Rayo Cantabria (D)            | 23   | 38 | 7  | 9  | 22 | 32 | 60 | −28  | Descenso a Tercera División |
| 20   | R. S. Gimnástica de Torrelavega (D) | 19   | 38 | 4  | 11 | 23 | 16 | 62 | −46  | Descenso a Tercera División |

 Fuente: BDFutbol
Criterios de clasificación: Puntos · Enfrentamientos directos · Diferencia de goles · Goles a favor · Play-off

#### Resultados
| Local \ Visitante               | ARE | ARO | AVI | BAS | BER | CAU | CDU | CDL | EIB | EAP | GIM | LAL | LAN | LAR | LEM | LUG | ORE | PNF | PNT | RAY |
| ------------------------------- | --- | --- | --- | --- | --- | --- | --- | --- | --- | --- | --- | --- | --- | --- | --- | --- | --- | --- | --- | --- |
| C. D. Arenteiro                 | —   | 2–0 | 1–1 | 0–1 | 2–3 | 0–0 | 2–1 | 2–1 | 0–1 | 1–0 | 1–0 | 2–1 | 0–2 | 3–0 | 0–1 | 0–0 | 0–0 | 4–1 | 0–1 | 4–1 |
| Arosa S. C.                     | 1–1 | —   | 2–5 | 0–0 | 1–1 | 1–1 | 1–0 | 3–2 | 1–1 | 0–0 | 3–0 | 1–3 | 2–0 | 2–2 | 0–0 | 4–1 | 0–2 | 1–0 | 0–0 | 2–1 |
| Real Avilés Industrial          | 2–1 | 3–1 | —   | 2–0 | 2–2 | 3–0 | 1–1 | 2–1 | 1–0 | 1–2 | 4–0 | 4–0 | 0–0 | 2–1 | 2–0 | 2–0 | 2–0 | 3–0 | 1–1 | 1–0 |
| C. D. Basconia                  | 1–0 | 2–0 | 0–1 | —   | 1–1 | 3–1 | 6–0 | 1–0 | 2–3 | 5–2 | 2–0 | 1–1 | 2–0 | 0–0 | 2–2 | 2–0 | 0–1 | 1–0 | 2–1 | 1–0 |
| Bergantiños F. C.               | 0–1 | 0–1 | 1–1 | 1–0 | —   | 3–0 | 0–1 | 3–0 | 1–0 | 2–1 | 3–2 | 3–1 | 0–3 | 0–0 | 0–1 | 0–1 | 0–1 | 0–0 | 1–3 | 2–0 |
| Caudal Deportivo                | 3–3 | 1–2 | 0–1 | 6–0 | 1–1 | —   | 2–0 | 1–0 | 1–1 | 0–2 | 1–0 | 4–1 | 1–2 | 2–0 | 1–0 | 0–0 | 0–0 | 0–2 | 3–1 | 1–1 |
| S. D. Cultural Durango          | 1–0 | 0–0 | 1–1 | 1–0 | 1–0 | 1–0 | —   | 1–0 | 0–1 | 1–0 | 2–0 | 1–1 | 1–2 | 3–1 | 1–0 | 0–1 | 2–0 | 0–0 | 1–0 | 2–0 |
| Cultural Leonesa                | 2–2 | 1–0 | 2–1 | 1–1 | 0–1 | 3–2 | 2–0 | —   | 0–1 | 3–1 | 1–0 | 1–1 | 3–2 | 2–0 | 1–0 | 2–2 | 0–0 | 1–2 | 0–0 | 2–0 |
| S. D. Eibar                     | 4–1 | 4–1 | 1–0 | 2–1 | 2–0 | 3–0 | 2–1 | 5–0 | —   | 0–2 | 1–0 | 6–0 | 3–0 | 2–2 | 5–0 | 1–0 | 1–0 | 3–0 | 4–2 | 2–0 |
| C. D. Endesa As Pontes          | 1–0 | 0–1 | 1–0 | 2–0 | 0–0 | 1–0 | 0–1 | 0–2 | 0–2 | —   | 6–0 | 1–0 | 4–1 | 4–2 | 1–0 | 1–0 | 0–0 | 0–4 | 1–0 | 0–0 |
| R. S. Gimnástica de Torrelavega | 1–0 | 2–0 | 0–1 | 1–1 | 2–1 | 0–0 | 0–1 | 0–1 | 0–1 | 0–0 | —   | 1–3 | 2–1 | 0–2 | 1–2 | 1–1 | 0–0 | 1–2 | 0–0 | 0–0 |
| C. D. Lalín                     | 1–0 | 0–0 | 0–0 | 0–0 | 0–1 | 2–0 | 3–0 | 2–0 | 2–0 | 0–2 | 0–0 | —   | 1–1 | 3–0 | 2–0 | 0–0 | 1–2 | 2–0 | 0–0 | 3–2 |
| U. P. Langreo                   | 0–1 | 1–1 | 1–2 | 0–1 | 1–2 | 3–1 | 2–0 | 1–0 | 0–2 | 3–1 | 5–1 | 1–1 | —   | 3–0 | 0–0 | 0–1 | 3–0 | 2–2 | 1–0 | 1–0 |
| C. D. Laredo                    | 3–0 | 0–2 | 1–2 | 0–0 | 1–1 | 2–0 | 0–1 | 2–1 | 0–0 | 1–2 | 3–0 | 1–0 | 1–1 | —   | 1–0 | 2–2 | 0–2 | 3–3 | 0–1 | 4–0 |
| S. D. Lemona                    | 1–1 | 1–0 | 3–1 | 1–1 | 2–1 | 2–1 | 0–0 | 0–2 | 0–0 | 1–0 | 1–1 | 2–0 | 1–1 | 4–1 | —   | 2–0 | 0–1 | 0–0 | 1–1 | 0–1 |
| C. D. Lugo                      | 1–1 | 2–0 | 1–0 | 0–0 | 1–0 | 1–0 | 0–2 | 1–1 | 0–0 | 3–1 | 2–0 | 1–2 | 1–0 | 3–1 | 0–1 | —   | 0–0 | 4–1 | 1–2 | 2–1 |
| C. D. Orense                    | 1–1 | 2–0 | 0–2 | 1–1 | 4–0 | 1–0 | 1–0 | 2–3 | 1–1 | 0–1 | 4–0 | 1–1 | 1–0 | 0–0 | 1–1 | 4–1 | —   | 2–1 | 2–1 | 2–0 |
| S. D. Ponferradina              | 6–3 | 3–2 | 1–0 | 1–0 | 2–0 | 0–1 | 4–2 | 3–0 | 1–0 | 2–0 | 6–0 | 2–0 | 2–0 | 3–1 | 0–2 | 0–1 | 0–1 | —   | 2–1 | 1–1 |
| Pontevedra C. F.                | 3–0 | 1–0 | 1–1 | 2–1 | 0–2 | 5–0 | 3–2 | 6–0 | 1–2 | 2–0 | 0–0 | 1–0 | 1–3 | 3–0 | 0–0 | 3–0 | 0–0 | 0–0 | —   | 3–2 |
| S. D. Rayo Cantabria            | 1–0 | 1–2 | 3–2 | 0–2 | 1–2 | 0–0 | 1–0 | 2–1 | 0–1 | 4–0 | 0–0 | 1–1 | 1–0 | 1–3 | 0–1 | 1–1 | 2–2 | 2–7 | 1–2 | —   |

### Grupo II

#### Clasificación
| Pos. | Equipo                      | Pts. | PJ | G  | E  | P  | GF | GC | Dif. | Clasificación               |
| ---- | --------------------------- | ---- | -- | -- | -- | -- | -- | -- | ---- | --------------------------- |
| 1    | C. F. J. Mollerussa (C, A)  | 52   | 38 | 20 | 12 | 6  | 57 | 32 | +25  | Ascenso a Segunda División  |
| 2    | Deportivo Aragón            | 52   | 38 | 23 | 6  | 9  | 69 | 44 | +25  |                             |
| 3    | Terrassa F. C.              | 46   | 38 | 15 | 16 | 7  | 52 | 39 | +13  |                             |
| 4    | C. D. Endesa Andorra        | 46   | 38 | 18 | 10 | 10 | 54 | 38 | +16  |                             |
| 5    | C. D. Hospitalet            | 45   | 38 | 17 | 11 | 10 | 52 | 35 | +17  |                             |
| 6    | San Sebastián C. F.         | 42   | 38 | 13 | 16 | 9  | 61 | 39 | +22  |                             |
| 7    | C. D. Arnedo                | 40   | 38 | 14 | 12 | 12 | 45 | 52 | −7   |                             |
| 8    | Gimnàstic de Tarragona      | 39   | 38 | 13 | 13 | 12 | 57 | 42 | +15  |                             |
| 9    | F. C. Barcelona Aficionados | 37   | 38 | 14 | 9  | 15 | 60 | 57 | +3   |                             |
| 10   | U. D. Fraga                 | 36   | 38 | 11 | 14 | 13 | 39 | 57 | −18  |                             |
| 11   | C. A. Osasuna Promesas      | 36   | 38 | 13 | 10 | 15 | 52 | 48 | +4   |                             |
| 12   | C. D. Atlético Baleares     | 35   | 38 | 13 | 9  | 16 | 42 | 46 | −4   |                             |
| 13   | F. C. Andorra               | 35   | 38 | 11 | 13 | 14 | 47 | 44 | +3   |                             |
| 14   | C. F. Sporting Mahonés      | 34   | 38 | 11 | 12 | 15 | 39 | 52 | −13  |                             |
| 15   | U. D. Poblense              | 34   | 38 | 10 | 14 | 14 | 46 | 55 | −9   |                             |
| 16   | C. D. Badia Cala Millor     | 33   | 38 | 10 | 13 | 15 | 35 | 55 | −20  |                             |
| 17   | C. D. Constancia (D)        | 32   | 38 | 13 | 6  | 19 | 40 | 54 | −14  | Descenso a Tercera División |
| 18   | C. D. Mirandés (D)          | 31   | 38 | 12 | 7  | 19 | 49 | 68 | −19  | Descenso a Tercera División |
| 19   | Girona F. C. (D)            | 30   | 38 | 8  | 14 | 16 | 50 | 56 | −6   | Descenso a Tercera División |
| 20   | C. D. Júpiter (D)           | 24   | 38 | 7  | 10 | 21 | 32 | 65 | −33  | Descenso a Tercera División |

 Fuente: BDFutbol
Criterios de clasificación: Puntos · Enfrentamientos directos · Diferencia de goles · Goles a favor · Play-off

#### Resultados
| Local \ Visitante           | FCA | ARA | ARN | BAL | BAD | BAR | CON | END | FRA | GIM | GIR | HOS | JUP | MIR | MOL | OSA | POB | SAS | SMH | TER |
| --------------------------- | --- | --- | --- | --- | --- | --- | --- | --- | --- | --- | --- | --- | --- | --- | --- | --- | --- | --- | --- | --- |
| F. C. Andorra               | —   | 2–1 | 7–0 | 0–1 | 2–0 | 2–1 | 0–2 | 1–2 | 1–1 | 1–2 | 1–0 | 0–0 | 1–1 | 3–1 | 0–2 | 0–2 | 2–0 | 1–0 | 1–1 | 1–1 |
| Deportivo Aragón            | 1–0 | —   | 2–1 | 3–4 | 2–0 | 3–1 | 2–1 | 2–2 | 3–1 | 2–0 | 3–2 | 1–0 | 2–1 | 7–1 | 2–1 | 1–1 | 1–0 | 3–2 | 1–0 | 0–2 |
| C. D. Arnedo                | 1–0 | 3–0 | —   | 4–1 | 3–1 | 0–0 | 0–0 | 1–0 | 2–2 | 0–0 | 3–1 | 1–3 | 3–1 | 3–0 | 0–1 | 2–0 | 3–3 | 1–1 | 1–0 | 2–0 |
| C. D. Atlético Baleares     | 1–2 | 0–1 | 0–0 | —   | 3–0 | 0–0 | 3–2 | 1–0 | 2–1 | 4–1 | 0–0 | 1–0 | 1–1 | 2–0 | 1–2 | 0–0 | 0–0 | 0–0 | 3–0 | 1–1 |
| C. D. Badia Cala Millor     | 0–0 | 1–4 | 1–0 | 2–1 | —   | 0–1 | 1–3 | 2–1 | 1–0 | 1–2 | 4–1 | 0–0 | 1–1 | 4–2 | 1–0 | 1–1 | 2–2 | 2–0 | 0–0 | 1–1 |
| F. C. Barcelona Aficionados | 2–4 | 1–3 | 3–0 | 2–0 | 3–0 | —   | 1–0 | 1–1 | 0–0 | 3–2 | 2–2 | 0–1 | 4–0 | 3–0 | 1–2 | 2–1 | 2–2 | 5–0 | 3–0 | 0–2 |
| C. D. Constancia            | 1–0 | 2–3 | 1–2 | 1–0 | 1–1 | 2–1 | —   | 2–0 | 1–0 | 1–0 | 1–1 | 1–3 | 2–1 | 3–2 | 0–2 | 3–0 | 1–1 | 2–1 | 1–3 | 3–2 |
| C. D. Endesa Andorra        | 1–0 | 2–1 | 4–0 | 1–2 | 0–0 | 3–1 | 1–0 | —   | 3–1 | 1–0 | 2–0 | 2–0 | 3–0 | 1–0 | 3–2 | 1–4 | 3–2 | 0–0 | 4–0 | 1–1 |
| U. D. Fraga                 | 0–2 | 0–5 | 1–0 | 1–1 | 1–0 | 2–2 | 2–0 | 2–2 | —   | 1–1 | 3–0 | 1–4 | 3–2 | 1–1 | 1–1 | 1–1 | 1–0 | 1–1 | 2–0 | 1–1 |
| Gimnàstic de Tarragona      | 2–2 | 0–1 | 0–0 | 3–0 | 4–0 | 2–2 | 4–0 | 2–2 | 7–0 | —   | 2–2 | 1–2 | 4–1 | 3–1 | 0–1 | 1–0 | 3–2 | 2–0 | 2–0 | 1–1 |
| Girona F. C.                | 0–0 | 5–1 | 1–1 | 4–0 | 1–0 | 2–2 | 3–0 | 3–1 | 1–1 | 0–0 | —   | 1–1 | 3–1 | 0–1 | 0–0 | 1–1 | 1–2 | 1–2 | 3–1 | 0–1 |
| C. D. Hospitalet            | 1–1 | 1–3 | 2–3 | 2–1 | 0–1 | 3–2 | 2–1 | 0–1 | 4–0 | 1–0 | 2–0 | —   | 1–0 | 3–0 | 2–1 | 0–1 | 2–1 | 1–1 | 3–0 | 3–3 |
| C. D. Júpiter               | 2–2 | 1–0 | 0–1 | 1–3 | 0–0 | 0–3 | 0–0 | 0–1 | 1–2 | 0–0 | 2–1 | 0–0 | —   | 3–2 | 0–1 | 1–2 | 1–0 | 2–2 | 4–2 | 1–0 |
| C. D. Mirandés              | 2–1 | 2–0 | 1–1 | 2–1 | 2–1 | 4–2 | 1–0 | 0–2 | 3–0 | 1–1 | 2–1 | 1–1 | 4–0 | —   | 2–2 | 1–1 | 0–1 | 1–2 | 3–2 | 3–0 |
| C. F. J. Mollerussa         | 2–1 | 2–0 | 2–1 | 3–1 | 1–2 | 4–0 | 1–1 | 0–0 | 1–1 | 1–1 | 3–2 | 0–0 | 2–1 | 2–0 | —   | 3–0 | 2–0 | 1–1 | 0–0 | 2–0 |
| C. A. Osasuna Promesas      | 2–2 | 0–3 | 5–0 | 1–0 | 3–0 | 2–3 | 1–0 | 3–1 | 0–1 | 1–2 | 1–2 | 1–0 | 2–0 | 0–0 | 1–2 | —   | 1–1 | 2–2 | 4–1 | 4–0 |
| U. D. Poblense              | 1–1 | 1–1 | 0–0 | 1–0 | 2–2 | 4–0 | 2–1 | 3–2 | 1–2 | 2–1 | 1–1 | 1–2 | 1–0 | 2–1 | 2–3 | 2–1 | —   | 1–1 | 0–3 | 0–2 |
| San Sebastián C. F.         | 3–1 | 0–0 | 3–1 | 0–1 | 5–1 | 0–1 | 2–0 | 0–0 | 0–0 | 0–0 | 4–2 | 1–1 | 5–0 | 5–1 | 2–0 | 4–0 | 4–0 | —   | 1–1 | 4–0 |
| C. F. Sporting Mahonés      | 2–2 | 0–0 | 1–1 | 3–2 | 0–0 | 1–0 | 1–0 | 0–0 | 2–1 | 4–0 | 3–1 | 1–0 | 0–1 | 2–1 | 1–1 | 2–1 | 0–0 | 2–1 | —   | 0–1 |
| Terrassa F. C.              | 2–0 | 1–1 | 4–0 | 1–0 | 1–1 | 3–0 | 4–0 | 1–0 | 1–0 | 1–0 | 1–1 | 1–1 | 1–1 | 2–0 | 1–1 | 2–2 | 2–2 | 1–1 | 3–0 | —   |

### Grupo III

#### Clasificación
| Pos. | Equipo                           | Pts. | PJ | G  | E  | P  | GF | GC  | Dif. | Clasificación               |
| ---- | -------------------------------- | ---- | -- | -- | -- | -- | -- | --- | ---- | --------------------------- |
| 1    | U. D. Salamanca (C, A)           | 57   | 38 | 25 | 7  | 6  | 60 | 20  | +40  | Ascenso a Segunda División  |
| 2    | C. D. Badajoz                    | 49   | 38 | 20 | 9  | 9  | 50 | 36  | +14  |                             |
| 3    | Getafe C. F.                     | 47   | 38 | 18 | 11 | 9  | 71 | 41  | +30  |                             |
| 4    | C. D. Maspalomas                 | 45   | 38 | 19 | 7  | 12 | 46 | 32  | +14  |                             |
| 5    | Córdoba C. F.                    | 43   | 38 | 15 | 13 | 10 | 47 | 37  | +10  |                             |
| 6    | Linares C. F.                    | 42   | 38 | 17 | 8  | 13 | 74 | 45  | +29  |                             |
| 7    | C. D. Leganés                    | 42   | 38 | 16 | 10 | 12 | 54 | 39  | +15  |                             |
| 8    | Real Ávila C. F.                 | 42   | 38 | 15 | 12 | 11 | 58 | 38  | +20  |                             |
| 9    | R. S. D. Alcalá                  | 42   | 38 | 14 | 14 | 10 | 45 | 47  | −2   |                             |
| 10   | U. D. Telde                      | 41   | 38 | 16 | 9  | 13 | 54 | 40  | +14  |                             |
| 11   | Atlético Madrileño               | 39   | 38 | 12 | 15 | 11 | 51 | 37  | +14  |                             |
| 12   | Sevilla Atlético                 | 36   | 38 | 11 | 14 | 13 | 38 | 38  | 0    |                             |
| 13   | U. D. San Sebastián de los Reyes | 35   | 38 | 11 | 13 | 14 | 33 | 42  | −9   |                             |
| 14   | Betis Deportivo                  | 34   | 38 | 13 | 8  | 17 | 55 | 43  | +12  |                             |
| 15   | Atlético Sanluqueño C. F.        | 34   | 38 | 11 | 12 | 15 | 44 | 49  | −5   |                             |
| 16   | U. P. Plasencia                  | 33   | 38 | 10 | 13 | 15 | 38 | 43  | −5   |                             |
| 17   | Las Palmas Atlético (D)          | 33   | 38 | 10 | 13 | 15 | 32 | 49  | −17  | Descenso a Tercera División |
| 18   | A. D. Parla (D)                  | 28   | 38 | 9  | 10 | 19 | 29 | 70  | −41  | Descenso a Tercera División |
| 19   | C. P. Cacereño (D)               | 27   | 38 | 7  | 13 | 18 | 29 | 53  | −24  | Descenso a Tercera División |
| 20   | Daimiel C. F. (D)                | 11   | 38 | 2  | 7  | 29 | 19 | 118 | −99  | Descenso a Tercera División |

 Fuente: BDFutbol
Criterios de clasificación: Puntos · Enfrentamientos directos · Diferencia de goles · Goles a favor · Play-off

#### Resultados
| Local \ Visitante                | ALC | ATM | ATS | AVI | BAD | BET | CAC | COR | DAI  | GET | LPA | LEG | LIN | MAS | PAR | PLA | SAL | SSR | SEV | TEL |
| -------------------------------- | --- | --- | --- | --- | --- | --- | --- | --- | ---- | --- | --- | --- | --- | --- | --- | --- | --- | --- | --- | --- |
| R. S. D. Alcalá                  | —   | 1–0 | 4–0 | 0–0 | 4–0 | 1–0 | 0–0 | 1–0 | 1–0  | 1–1 | 1–0 | 1–1 | 0–0 | 3–0 | 0–0 | 0–2 | 1–2 | 2–2 | 3–1 | 3–2 |
| Atlético Madrileño               | 1–1 | —   | 0–0 | 1–1 | 1–1 | 0–3 | 1–0 | 1–1 | 5–2  | 4–1 | 3–1 | 2–0 | 2–1 | 0–1 | 1–1 | 0–0 | 0–0 | 0–0 | 0–0 | 0–0 |
| Atlético Sanluqueño C. F.        | 2–0 | 0–0 | —   | 0–0 | 1–3 | 0–0 | 2–0 | 0–0 | 4–0  | 0–1 | 0–1 | 0–0 | 2–2 | 1–1 | 1–0 | 4–1 | 1–3 | 3–1 | 0–0 | 2–2 |
| Real Ávila C. F.                 | 5–0 | 1–3 | 2–0 | —   | 2–1 | 2–0 | 1–0 | 3–0 | 10–0 | 2–2 | 0–0 | 1–0 | 2–1 | 1–0 | 0–1 | 4–0 | 1–3 | 1–1 | 3–0 | 0–1 |
| C. D. Badajoz                    | 2–1 | 1–0 | 3–2 | 2–0 | —   | 2–1 | 2–1 | 0–1 | 2–0  | 1–1 | 0–0 | 1–0 | 4–1 | 1–0 | 0–0 | 3–0 | 0–1 | 1–0 | 1–0 | 1–1 |
| Betis Deportivo                  | 0–0 | 2–1 | 1–0 | 1–1 | 1–1 | —   | 4–0 | 2–1 | 5–1  | 2–2 | 2–0 | 5–1 | 1–2 | 0–1 | 0–0 | 0–2 | 3–1 | 2–0 | 0–1 | 4–0 |
| C. P. Cacereño                   | 0–2 | 1–1 | 2–3 | 1–1 | 2–3 | 0–0 | —   | 0–0 | 2–2  | 2–0 | 1–0 | 0–3 | 1–1 | 0–0 | 2–1 | 2–2 | 0–2 | 2–1 | 1–1 | 2–0 |
| Córdoba C. F.                    | 4–2 | 1–2 | 2–1 | 2–1 | 1–3 | 0–0 | 1–0 | —   | 5–0  | 0–0 | 2–0 | 1–1 | 3–1 | 1–0 | 3–2 | 2–0 | 0–0 | 1–1 | 1–1 | 1–1 |
| Daimiel C. F.                    | 1–3 | 0–4 | 1–2 | 0–1 | 2–0 | 0–4 | 1–1 | 0–3 | —    | 0–8 | 0–0 | 0–0 | 0–2 | 1–1 | 0–1 | 2–9 | 1–3 | 0–0 | 1–0 | 0–2 |
| Getafe C. F.                     | 2–2 | 1–0 | 1–3 | 3–1 | 3–0 | 2–1 | 0–0 | 1–2 | 5–1  | —   | 3–0 | 1–2 | 2–0 | 0–0 | 6–1 | 2–1 | 0–0 | 3–1 | 3–0 | 2–0 |
| Las Palmas Atlético              | 1–1 | 2–2 | 2–0 | 0–3 | 2–0 | 3–2 | 4–1 | 2–0 | 1–1  | 2–2 | —   | 3–1 | 1–0 | 1–0 | 0–2 | 0–0 | 1–2 | 0–0 | 1–1 | 2–0 |
| C. D. Leganés                    | 6–0 | 2–1 | 1–1 | 2–0 | 0–1 | 0–3 | 3–0 | 2–1 | 6–0  | 1–0 | 0–0 | —   | 2–2 | 2–0 | 1–1 | 3–1 | 1–0 | 2–0 | 0–0 | 2–0 |
| Linares C. F.                    | 4–1 | 2–1 | 5–2 | 3–0 | 2–2 | 5–3 | 0–1 | 0–1 | 5–1  | 5–1 | 5–0 | 1–1 | —   | 0–1 | 4–0 | 1–1 | 3–0 | 0–1 | 4–1 | 2–0 |
| C. D. Maspalomas                 | 1–0 | 1–0 | 1–0 | 4–1 | 0–0 | 2–1 | 1–0 | 1–0 | 5–0  | 0–2 | 7–0 | 1–0 | 3–0 | —   | 2–1 | 1–1 | 1–0 | 2–0 | 3–1 | 0–3 |
| A. D. Parla                      | 0–0 | 1–5 | 1–3 | 1–3 | 0–4 | 1–0 | 2–1 | 2–1 | 1–0  | 1–5 | 0–0 | 0–3 | 1–4 | 3–1 | —   | 1–0 | 0–1 | 1–2 | 1–1 | 0–0 |
| U. P. Plasencia                  | 1–2 | 0–2 | 1–1 | 2–1 | 0–1 | 1–0 | 2–1 | 0–0 | 2–0  | 1–2 | 1–1 | 1–2 | 0–1 | 2–1 | 2–0 | —   | 0–1 | 1–0 | 0–0 | 1–1 |
| U. D. Salamanca                  | 0–0 | 3–1 | 2–0 | 0–0 | 0–1 | 2–0 | 4–0 | 1–1 | 6–0  | 2–0 | 2–1 | 2–1 | 1–0 | 2–0 | 2–0 | 0–0 | —   | 4–0 | 3–0 | 2–0 |
| U. D. San Sebastián de los Reyes | 0–0 | 1–1 | 1–0 | 0–0 | 1–1 | 3–2 | 0–0 | 1–1 | 4–0  | 0–3 | 2–0 | 1–0 | 1–0 | 4–1 | 1–1 | 1–0 | 0–1 | —   | 0–2 | 1–0 |
| Sevilla Atlético                 | 1–2 | 2–1 | 2–0 | 0–0 | 1–0 | 1–0 | 0–1 | 2–3 | 2–0  | 0–0 | 1–0 | 4–1 | 1–1 | 0–0 | 7–0 | 0–0 | 0–1 | 2–1 | —   | 2–2 |
| U. D. Telde                      | 5–2 | 1–4 | 2–3 | 3–3 | 3–1 | 3–0 | 2–1 | 2–0 | 3–1  | 2–0 | 1–0 | 3–1 | 0–4 | 0–2 | 4–0 | 0–0 | 2–1 | 2–0 | 1–0 | —   |

### Grupo IV

#### Clasificación
| Pos. | Equipo                  | Pts. | PJ | G  | E  | P  | GF | GC | Dif. | Clasificación               |
| ---- | ----------------------- | ---- | -- | -- | -- | -- | -- | -- | ---- | --------------------------- |
| 1    | U. D. Alzira (C, A)     | 52   | 38 | 20 | 12 | 6  | 52 | 30 | +22  | Ascenso a Segunda División  |
| 2    | Villarreal C. F.        | 48   | 38 | 18 | 12 | 8  | 60 | 38 | +22  |                             |
| 3    | Albacete Balompié       | 48   | 38 | 21 | 6  | 11 | 67 | 36 | +31  |                             |
| 4    | C. D. Olímpic de Xàtiva | 48   | 38 | 21 | 6  | 11 | 54 | 36 | +18  |                             |
| 5    | A. D. Ceuta             | 46   | 38 | 16 | 14 | 8  | 51 | 26 | +25  |                             |
| 6    | Levante U. D.           | 46   | 38 | 19 | 8  | 11 | 57 | 45 | +12  |                             |
| 7    | U. D. Melilla           | 40   | 38 | 14 | 12 | 12 | 39 | 31 | +8   |                             |
| 8    | C. F. Gandía            | 40   | 38 | 14 | 12 | 12 | 58 | 43 | +15  |                             |
| 9    | Atlético Marbella       | 40   | 38 | 16 | 8  | 14 | 34 | 30 | +4   |                             |
| 10   | C. D. Alcoyano          | 37   | 38 | 14 | 9  | 15 | 48 | 46 | +2   |                             |
| 11   | R. B. Linense           | 37   | 38 | 12 | 13 | 13 | 39 | 42 | −3   |                             |
| 12   | C. D. Teruel            | 35   | 38 | 12 | 11 | 15 | 46 | 45 | +1   |                             |
| 13   | C. D. Eldense           | 33   | 38 | 11 | 11 | 16 | 44 | 54 | −10  |                             |
| 14   | Polideportivo Almería   | 32   | 38 | 10 | 12 | 16 | 37 | 53 | −16  |                             |
| 15   | C. F. Lorca Deportiva   | 32   | 38 | 8  | 16 | 14 | 29 | 39 | −10  |                             |
| 16   | C. D. Mestalla (D)      | 31   | 38 | 9  | 13 | 16 | 37 | 53 | −16  | Descenso a Tercera División |
| 17   | C. D. Ronda (D)         | 31   | 38 | 11 | 9  | 18 | 37 | 56 | −19  | Descenso a Tercera División |
| 18   | Benidorm C. D. (D)      | 31   | 38 | 7  | 17 | 14 | 27 | 42 | −15  | Descenso a Tercera División |
| 19   | U. B. Conquense (D)     | 29   | 38 | 10 | 9  | 19 | 38 | 76 | −38  | Descenso a Tercera División |
| 20   | C. D. Cieza (D)         | 24   | 38 | 6  | 12 | 20 | 31 | 74 | −43  | Descenso a Tercera División |

 Fuente: BDFutbol
Criterios de clasificación: Puntos · Enfrentamientos directos · Diferencia de goles · Goles a favor · Play-off

#### Resultados
| Local \ Visitante       | ALB | ALC | ALZ | BEN | CEU | CIE | CON | ELD | GAN | LEV | LIN | LOR | MAR | MEL | MES | OLI | PAL | RON | TER | VIL |
| ----------------------- | --- | --- | --- | --- | --- | --- | --- | --- | --- | --- | --- | --- | --- | --- | --- | --- | --- | --- | --- | --- |
| Albacete Balompié       | —   | 4–0 | 3–0 | 4–0 | 2–1 | 1–1 | 4–2 | 2–0 | 3–0 | 5–1 | 2–2 | 1–0 | 2–0 | 3–1 | 1–1 | 4–3 | 4–1 | 1–0 | 2–1 | 1–2 |
| C. D. Alcoyano          | 0–1 | —   | 0–1 | 2–1 | 1–2 | 5–0 | 0–1 | 2–1 | 5–2 | 2–1 | 1–0 | 2–1 | 0–2 | 2–1 | 2–1 | 1–1 | 3–0 | 3–0 | 1–0 | 0–1 |
| U. D. Alzira            | 0–0 | 1–0 | —   | 1–0 | 1–0 | 4–1 | 0–1 | 3–3 | 2–2 | 2–1 | 1–0 | 2–0 | 4–0 | 2–1 | 2–1 | 0–1 | 1–0 | 1–1 | 2–1 | 0–0 |
| Benidorm C. D.          | 0–0 | 0–0 | 1–1 | —   | 1–1 | 1–1 | 0–0 | 2–0 | 1–0 | 0–1 | 0–1 | 1–1 | 0–0 | 2–1 | 0–0 | 1–3 | 1–1 | 1–1 | 3–1 | 1–1 |
| A. D. Ceuta             | 2–1 | 3–2 | 1–1 | 2–0 | —   | 4–0 | 3–0 | 3–0 | 1–1 | 3–1 | 2–1 | 3–0 | 1–1 | 1–0 | 0–1 | 1–1 | 3–0 | 4–0 | 0–0 | 0–0 |
| C. D. Cieza             | 0–2 | 3–3 | 0–2 | 1–1 | 1–1 | —   | 1–1 | 1–0 | 1–1 | 1–3 | 1–1 | 0–0 | 1–0 | 1–0 | 2–0 | 1–2 | 0–3 | 4–2 | 2–2 | 1–3 |
| U. B. Conquense         | 2–1 | 0–3 | 0–5 | 1–1 | 1–1 | 0–2 | —   | 5–1 | 1–6 | 2–0 | 2–1 | 4–0 | 2–1 | 0–0 | 1–3 | 1–2 | 3–1 | 1–1 | 1–2 | 0–6 |
| C. D. Eldense           | 2–1 | 1–1 | 1–1 | 0–1 | 1–0 | 1–1 | 1–0 | —   | 1–1 | 3–1 | 1–1 | 0–1 | 2–1 | 0–0 | 0–0 | 0–1 | 4–1 | 2–1 | 1–1 | 6–0 |
| C. F. Gandía            | 1–0 | 1–1 | 1–2 | 1–2 | 0–0 | 2–0 | 3–1 | 5–1 | —   | 1–2 | 4–1 | 0–0 | 1–0 | 1–0 | 4–1 | 0–1 | 2–3 | 3–1 | 1–0 | 3–0 |
| Levante U. D.           | 3–2 | 2–0 | 0–0 | 0–0 | 1–1 | 1–0 | 3–0 | 2–5 | 2–1 | —   | 2–0 | 3–1 | 1–2 | 1–0 | 0–0 | 3–1 | 1–1 | 3–1 | 3–0 | 2–0 |
| R. B. Linense           | 3–2 | 2–2 | 1–0 | 2–1 | 0–2 | 2–0 | 2–1 | 1–0 | 0–0 | 1–2 | —   | 1–1 | 0–1 | 1–1 | 1–1 | 2–1 | 2–0 | 1–0 | 2–0 | 0–0 |
| C. F. Lorca Deportiva   | 0–0 | 3–1 | 1–1 | 1–2 | 1–0 | 0–0 | 6–0 | 1–1 | 0–0 | 0–0 | 0–1 | —   | 1–2 | 0–0 | 2–2 | 1–0 | 0–1 | 1–1 | 2–0 | 1–1 |
| Atlético Marbella       | 2–0 | 1–2 | 0–0 | 3–0 | 1–0 | 1–0 | 0–0 | 0–0 | 1–1 | 1–0 | 1–0 | 0–1 | —   | 0–0 | 3–0 | 0–1 | 1–0 | 0–1 | 1–0 | 3–0 |
| U. D. Melilla           | 2–0 | 2–0 | 0–0 | 1–1 | 1–0 | 2–0 | 2–0 | 3–0 | 2–0 | 1–0 | 3–1 | 2–0 | 1–0 | —   | 0–0 | 0–0 | 4–1 | 2–2 | 0–1 | 2–1 |
| C. D. Mestalla          | 0–2 | 2–0 | 1–4 | 2–0 | 1–2 | 2–1 | 2–2 | 2–1 | 1–3 | 1–2 | 2–2 | 0–0 | 0–1 | 1–1 | —   | 0–3 | 0–1 | 1–1 | 2–1 | 3–2 |
| C. D. Olímpic de Xàtiva | 0–1 | 2–0 | 3–0 | 2–0 | 0–0 | 3–0 | 0–1 | 2–0 | 3–1 | 2–1 | 1–1 | 0–1 | 1–2 | 1–0 | 1–0 | —   | 3–1 | 4–2 | 1–0 | 1–2 |
| Polideportivo Almería   | 0–2 | 0–0 | 0–1 | 0–0 | 2–2 | 2–1 | 2–0 | 0–2 | 1–0 | 1–2 | 0–0 | 1–0 | 1–1 | 5–1 | 0–0 | 1–2 | —   | 2–0 | 1–1 | 1–1 |
| C. D. Ronda             | 1–0 | 1–0 | 1–2 | 1–0 | 1–0 | 2–1 | 3–0 | 1–2 | 1–1 | 2–2 | 1–0 | 2–0 | 2–1 | 0–2 | 0–1 | 2–0 | 1–1 | —   | 0–3 | 0–1 |
| C. D. Teruel            | 0–2 | 1–1 | 1–2 | 2–0 | 0–0 | 2–0 | 6–0 | 1–0 | 0–3 | 2–2 | 1–1 | 1–1 | 1–0 | 3–0 | 2–1 | 1–1 | 3–0 | 2–0 | —   | 2–2 |
| Villarreal C. F.        | 2–1 | 0–0 | 2–0 | 2–1 | 0–1 | 2–0 | 1–1 | 4–0 | 1–1 | 0–2 | 2–1 | 3–0 | 3–0 | 0–0 | 3–1 | 4–0 | 1–1 | 3–0 | 4–1 | —   |

## Resumen
Campeones de Segunda División B y ascienden a Segunda división:
| - Sociedad Deportiva Eibar | - Club de Fútbol Jovent Mollerussa | - Unión Deportiva Salamanca | - Unión Deportiva Alzira |

Descienden a Tercera división: 
| Grupo I - Club Deportivo Laredo - Caudal Deportivo - Sociedad Deportiva Rayo Cantabria - Real Sociedad Gimnástica de Torrelavega | Grupo II - Club Deportivo Constancia - Club Deportivo Mirandés - Girona Futbol Club - Club Deportivo Júpiter | Grupo III - Las Palmas Atlético - Agrupación Deportiva Parla - Club Polideportivo Cacereño - Daimiel Club de Fútbol | Grupo IV - Club Deportivo Mestalla - Club Deportivo Ronda - Benidorm Club Deportivo - Unión Balompédica Conquense - Club Deportivo Cieza |

## Copa del Rey
Todos los equipos se clasifican de forma automática para la siguiente edición de la Copa del Rey.
| Predecesor: 1986/87 | Segunda División B de España 1987/1988 | Sucesor: 1988/89 |

- Datos: Q3954454